# Umohoïta
La umohoïta és un mineral de la classe dels òxids. Rep el seu nom de la seva composició: uranil (U), molibdè (Mo), hidrògen (H) i oxigen (O).

## Característiques
La umohoïta és un òxid de fórmula química (UO₂)MoO₄·2H₂O. Cristal·litza en el sistema triclínic. La seva duresa a l'escala de Mohs és 2. Segons la classificació de Nickel-Strunz, la umohoïta pertany a «04.GC - Uranil hidròxids amb cations addicionals; principalment amb poliedres hexagonals UO₂(O,OH)₆» juntament amb els següents minerals: clarkeïta i spriggita.

## Formació i jaciments
Es tracta d'un mineral secundari que es troba en dipòsits de sediments d'urani, a la zona per sobre de la capa freàtica. Va ser descoberta l'any 1953 a la mina Freedom No. 2, al districte de Marysvale, al comtat de Piute (Utah, Estats Units). Sol trobar-se associada a altres minerals com: uraninita, ilsemannita, jordisita, iriginita, schoepita, uranofana, rutherfordina, calcurmolita, fluorita, pirita, guix i quars.